# Charles Bickford
Charles Bickford (* 1. Januar 1891 in Cambridge, Massachusetts; † 9. November 1967 in Los Angeles, Kalifornien) war ein US-amerikanischer Schauspieler.

## Leben
Bickford wuchs als fünftes von insgesamt neun Kindern in armen Verhältnissen auf. Bereits mit neun Jahren wurde er wegen eines Mordversuchs an einem Autofahrer, der seinen Hund überfahren hatte, angeklagt, aber freigesprochen. Als Teenager schlug er sich mit zahlreichen Gelegenheitsjobs durchs Leben und reiste quer durch die USA. Als er sich in San Francisco in eine Schauspielerin verliebte, begann er um das Jahr 1911 herum mit dem Theaterspielen. Er entwickelte sich in den 1920er-Jahren zu einem bekannten Theaterschauspieler, der unter anderem häufiger am Broadway auftrat.
Seine Filmlaufbahn begann mit den ersten Tonfilmen Ende der 1920er-Jahre. Einer seiner ersten Filme war 1929 in Dynamit unter Regie von Cecil B. DeMille, den er nach einem Streit bewusstlos geschlagen haben soll – was Bickfords sich anbahnende Filmkarriere zwar störte, aber nicht beendete. 1930 wurde er durch seinen Auftritt als Partner von Greta Garbo in dem Film Anna Christie dem breiten Filmpublikum bekannt. Ein Darsteller von Liebhabern wurde Bickford, ausgestattet mit einer kräftigen Stimme, allerdings im Laufe seiner weiteren Filmkarriere nicht; er spielte dafür zahlreiche Charakterrollen, die er selbst ohnehin interessanter fand. Der Rotschopf verkörperte meist raue und energische, aber nur selten boshafte, sondern in vielen Fällen ehrbare und warmherzige Charaktere – durchaus ähnlich zu der Persönlichkeit, die er abseits der Kinoleinwand war. Bickford galt als einer der wenigen, der sich mit Hollywood-Größen wie Louis B. Mayer anlegen konnte und dennoch eine lange, erfolgreiche Karriere hatte. 1935 wurde er bei den Dreharbeiten zu East of Java schwer von einem Löwen verletzt.
Bickford war dreimal für einen Oscar in der Kategorie Bester Nebendarsteller nominiert: Für seine Rolle als Priester Dominique Peyramale in Henry Kings Glaubensdrama Das Lied von Bernadette (1943), für die Verkörperung eines gutherzigen Butlers in der Komödie Die Farmerstochter (1947) mit Loretta Young und für seine Darbietung des Vaters einer taubstummen jungen Frau (gespielt von Jane Wyman) im Drama Schweigende Lippen (1948). Preisgekrönt mit dem National Board of Review Award war seine Darstellung eines Arztes in Stanley Kramers … und nicht als ein Fremder (1955) an der Seite von Robert Mitchum und Olivia de Havilland. Zu seinen heute noch bekannteren Filmen zählen George Cukors Ein neuer Stern am Himmel (1954) mit Judy Garland, in dem er den Chef eines Hollywood-Studios spielte, und William Wylers Western Weites Land (1958), in dem er sich als Major Tyrell in einer hässlichen Fehde mit einem rivalisierenden Rancher befindet. Seine letzte Rolle spielte er ab 1966 in der Serie Die Leute von der Shiloh Ranch als John Grainger, ab der fünften Staffel der Besitzer der Shiloh Ranch. Nach Bickfords unerwartetem Tod wurde die Figur aus der Serie geschrieben und dessen Bruder Clay Grainger (gespielt von John McIntire) übernahm die Ranch.
Charles Bickford starb 1967 im Alter von 76 Jahren an einer Blutvergiftung. Er war von 1916 bis zu seinem Tod mit Beatrice Allen verheiratet, das Paar hatte zwei Kinder. Seine Autobiografie Bulls Balls Bicycles & Actors veröffentlichte er im Jahr 1965. Für seine Arbeit in Film und Fernsehen besitzt er zwei Sterne auf dem Hollywood Walk of Fame.

## Filmografie (Auswahl)
- 1929: South Sea Rose
- 1929: Dynamit (Dynamite)
- 1930: Galgenvögel (Hell’s Heroes)
- 1930: Anna Christie
- 1930: Passion Flower
- 1931: Das Ende von Maradu (East of Borneo)
- 1933: Revolution der Jugend (This Day and Age)
- 1933: No Other Woman
- 1934: Die Glückspuppe (Little Miss Marker)
- 1936: Der Held der Prärie (The Plainsman)
- 1937: High, Wide and Handsome
- 1939: Von Mäusen und Menschen (Of Mice and Men)
- 1942: Tarzans Abenteuer in New York (Tarzan’s New York Adventure)
- 1942: Piraten im karibischen Meer (Reap the Wild Wind)
- 1943: Mr. Lucky
- 1943: Das Lied von Bernadette (The Song of Bernadette)
- 1944: Mission im Pazifik (Wing and a Prayer)
- 1945: Mord in der Hochzeitsnacht (Fallen Angel)
- 1946: Duell in der Sonne (Duel in the Sun)
- 1947: Die Farmerstochter (The Farmer’s Daughter)
- 1947: Die Frau am Strand (The Woman on the Beach)
- 1948: Command Decision
- 1948: The Babe Ruth Story
- 1948: Schweigende Lippen (Johnny Belinda)
- 1948: Flucht nach Nevada (Four Faces West)
- 1949: Entscheidung am Fluß (Roseanna McCoy)
- 1950: Frau am Abgrund (Whirlpool)
- 1950: Das Brandmal (Branded)
- 1950: Lach und wein mit mir (Riding High)
- 1951: Cornelia tut das nicht (Elopement)
- 1954: Ein neuer Stern am Himmel (A Star Is Born)
- 1955: … und nicht als ein Fremder (Not as a Stranger´)
- 1955: König der Schauspieler (Prince of Players)
- 1955: Verdammt zum Schweigen (The Court-Martial of Billy Mitchell)
- 1956: The Dark Wave (Dokumentar-Kurzfilm)
- 1956: Ohne Liebe geht es nicht (You Can't Run Away from It)
- 1958: Weites Land (The Big Country)
- 1960: Denen man nicht vergibt (The Unforgiven)
- 1962: Die Tage des Weines und der Rosen (Days of Wine and Roses)
- 1965: Della
- 1966: Höchster Einsatz in Laredo (A Big Hand for the Little Lady)
- 1962 (Gastrolle), 1966–1967 (Hauptrolle): Die Leute von der Shiloh Ranch (The Virginian, Fernsehserie)

## Auszeichnungen
Oscar/Bester Nebendarsteller
- Oscarverleihung 1944: Nominierung für Das Lied von Bernadette
- Oscarverleihung 1948: Nominierung für Die Farmerstochter
- Oscarverleihung 1949: Nominierung für Schweigende Lippen

National Board of Review Award
- 1955: Auszeichnung als Bester Nebendarsteller für ... und nicht als ein Fremder